# Djurgårdsbrunnsvägen

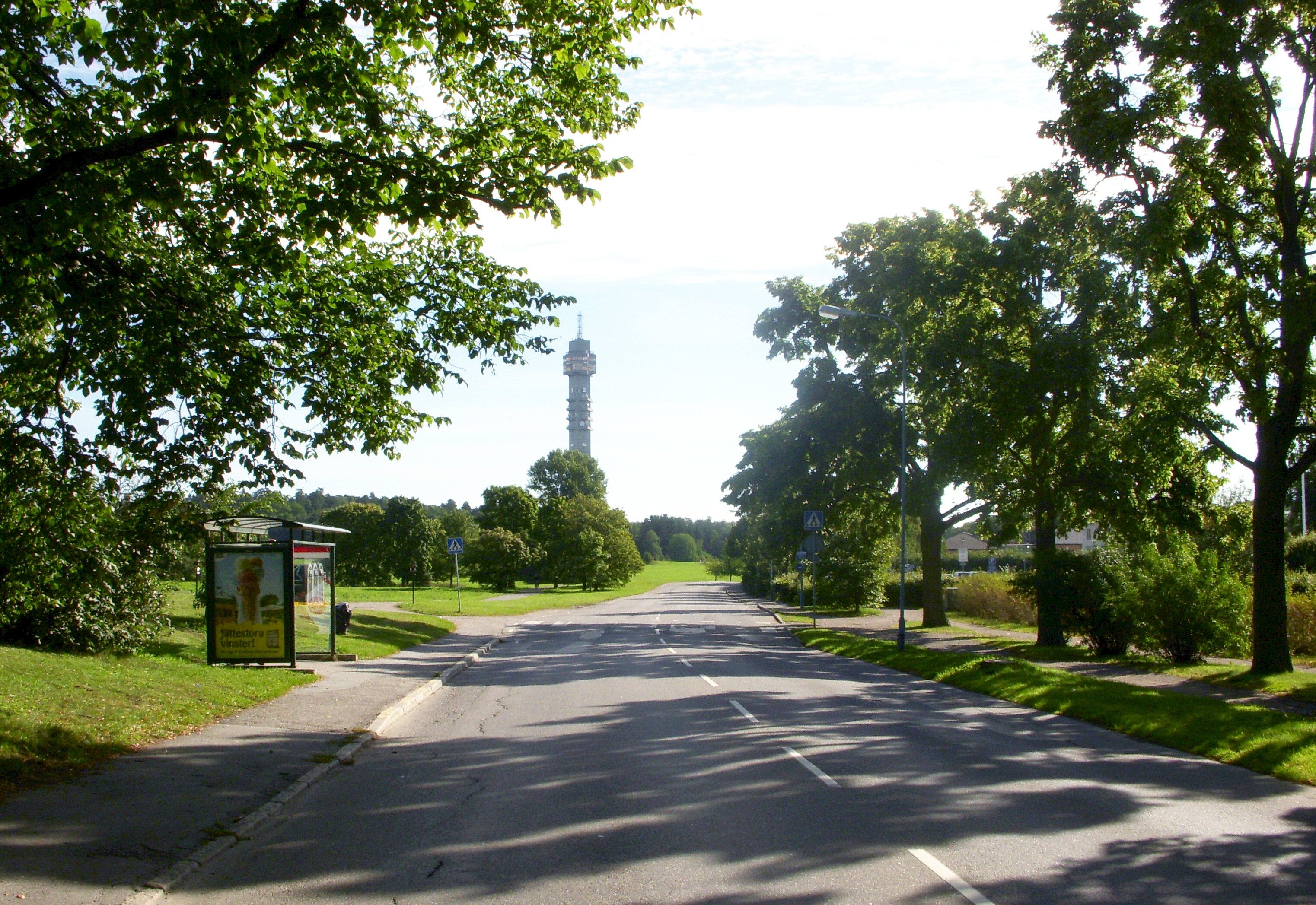
Djurgårdsbrunnsvägen österut med Kaknästornet, augusti 2008.

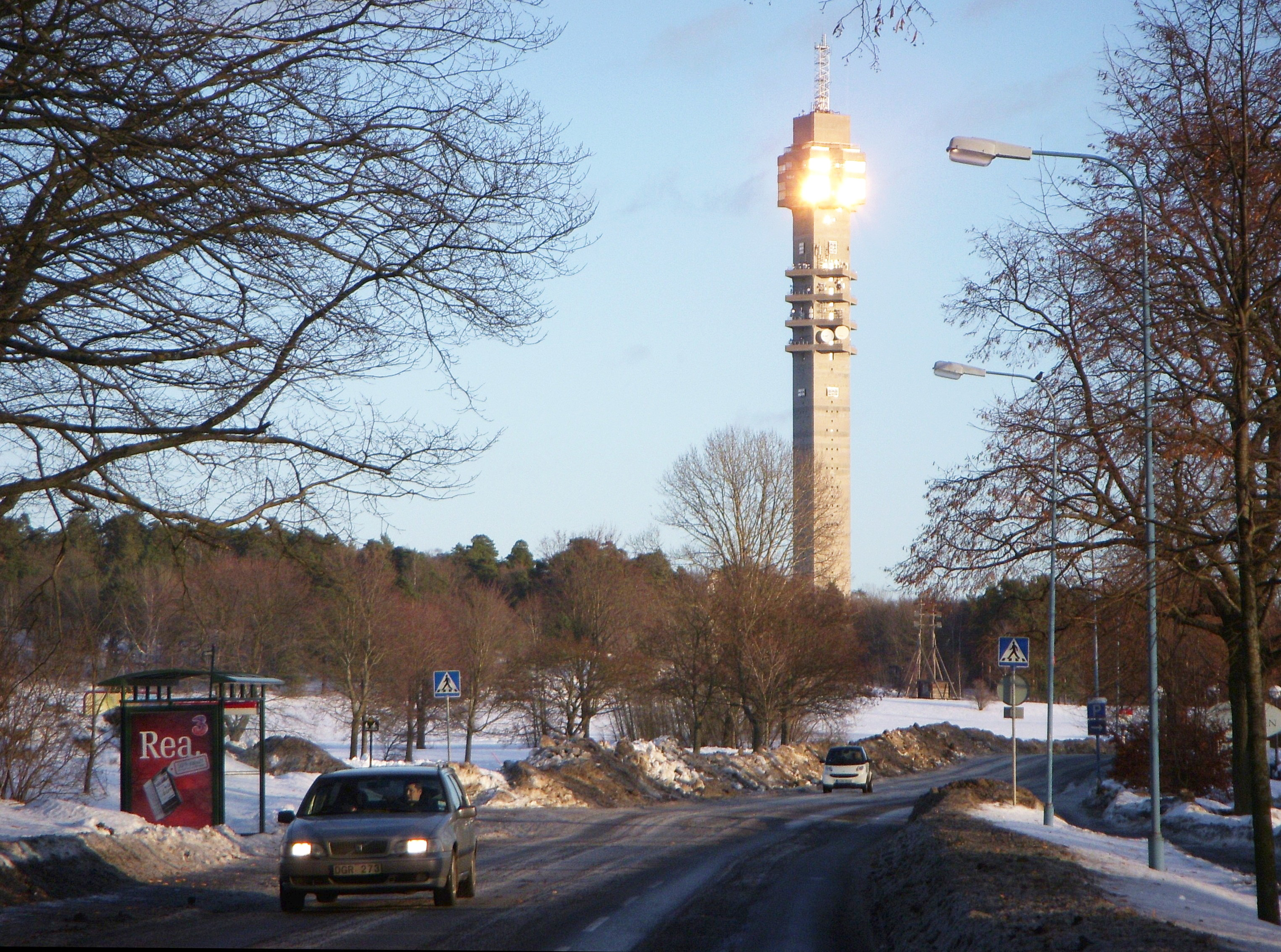
Djurgårdsbrunnsvägen österut med Kaknästornet, januari 2011.

Djurgårdsbrunnsvägen är en gata på Gärdet i Stockholm. Djurgårdsbrunnsvägen börjar vid Dag Hammarskjölds väg i Diplomatstaden och sträcker sig österut längs Djurgårdsbrunnsvikens norra strand fram till Djurgårdsbrunnsbron vid Djurgårdsbrunnskanalen, en sträcka på ungefär 1,7 km.

## Historik
Djurgårdsbrunnsvägen fick sitt namn 1954 efter lägenheten Djurgårdsbrunn, som först var en hälsokälla och senare Djurgårdsbrunns värdshus. Vägens äldsta föregångare på 1600-talet hade inga namn. När nya kaserner för Livregementets dragoner byggdes mellan 1879 och 1881 fick vägen namnet Kavallerivägen, som gällde ända fram till 1954.

## Byggnader
Norr om Djurgårdsbrunnsvägen utbreder sig Ladugårdsgärdet med TV-tornet Kaknästornet. Söder om vägen finns ett antal museer, Sjöhistoriska museet, Tekniska museet, Polismuseet, Riksidrottsmuseet och Etnografiska museet samt Kinas ambassad i Stockholm. Området väster om dagens ambassadbyggnad och Dragongården var fram till 1936 obebyggd; här arrangerades funkismässan Stockholmsutställningen 1930. Vid Djurgårdsbrunnsvägen 10 ligger hotell och restaurangen Villa Källhagen, vid nummer 54 står villan Bergshyddan och vid nummer 64 återfinns villan Brunnsgården med tillhörande byggnader. I Villa Solbacken, Djurgårdsbrunnsvägen 67 bodde bland andra prins Bertil och prinsessan Lilian, huset ägs sedan 1997 av prins Carl Philip.